# Обсерваторія Хурелтогоот
Хурелтогоот (монг. Хүрэл тогоот) — астрономічна обсерваторія, заснована в 1957 році недалеко від Улан-Батора. Єдина обсерваторія, що діє в Монголії.

## Основна інформація
Розташовується недалеко від гірськолижного курорту Sky Resort, який створює засвітку для обсерваторії. Відстань до Улан-Батора близько 50 км, хоч формально обсерваторія знаходиться в межах міста.
У середньому за рік до 1900 спостережних годин. В обсерваторії працюють близько 20 наукових співробітників. Є кілька невеликих телескопів різних систем, найбільші з них — 38-см телеском Шмідта і 40-см MEADE.

## Розвиток
Обсерваторія активно співпрацює з кількома організаціями Росії, зокрема підписала угоду про взаємодію з Інститутом прикладної математики імені М. В. Келдиша (2009) і співпрацювала з ПулКОНом.
17 листопада 2013 року Голова Великого державного хуралу З. Енхболд, прем'єр-міністр Н. Алтанхуяг та міністр науки та освіти Л. Л. Гантумур провели ніч в астрономічній обсерваторії, спостерігаючи за небесними об'єктами. Очікувалось, що це стимулює підтримку єдиної в країні обсерваторії та відкриття її для широких мас.